# Centro de Convenções Nacional da China

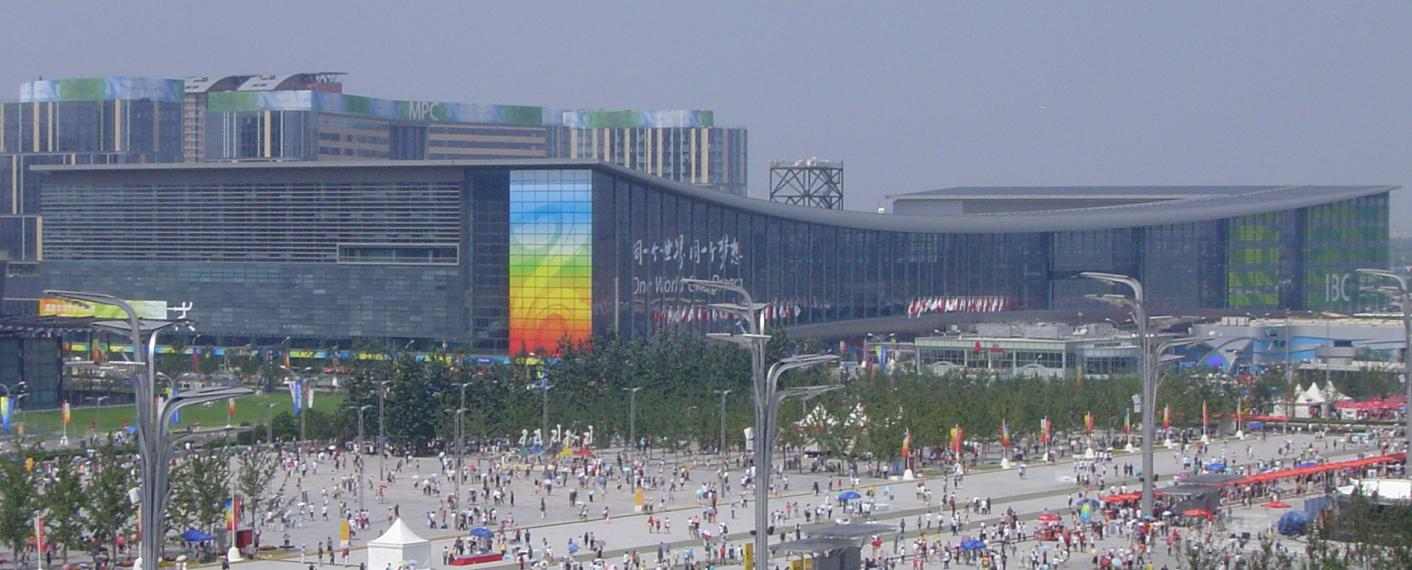
Centro de esgrima do Centro de Convenções do Olympic Green

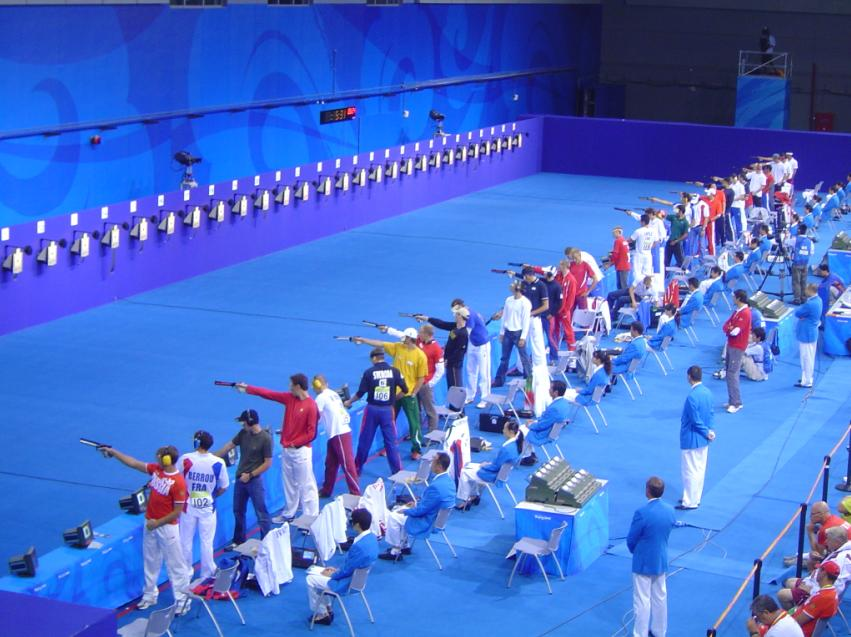
Disputa da prova de tiro do pentatlo moderno no Centro de Convenções do Olympic Green durante as Olimpíadas de 2008

O Centro de Convenções Nacional da China é um moderno centro de convenções localizado no meio do Olympic Green, em Pequim.Após os Jogos ele se tornou um dos principais prédios de seu tipo no mundo,elevando o nível das instalações para qualquer tipo de evento em Pequim.
Foi desenhado pela firma de arquitetura britânica RMJM e foi usado durante os Jogos Olímpicos de Verão de 2008 e nas Paralímpiadas de Verão do mesmo ano. Ele cobre uma área total de 270,000 metros quadrados e um dos cinco principais pontos do Olympic Green.
Um dos halls do centro sediou a esgrima, e as partes da esgrima e do tiro no pentatlo moderno durante os Jogos Olímpicos de Verão de 2008 e os eventos da bocha e esgrima em cadeira de rodas durante os Jogos Paralímpicos.
Durante os dois eventos e durante o Campeonato Mundial de Atletismo de 2015, o local funcionou com o  IBC e exercerá as mesmas funções durante os Jogos Olímpicos de Inverno de 2022 e os Jogos Paralímpicos de Inverno de 2022.

## Detalhes da obra
- Tipo: permanente
- Área total: 56.000 m²
- Assentos fixos: 0
- Assentos temporários: 5.900
- Início das Obras: 28 de abril de 2005